# Gran Premio de San Marino de Motociclismo de 1982
El Gran Premio de San Marino de Motociclismo de 1982 fue la decimotercera prueba de la temporada 1982 del Campeonato Mundial de Motociclismo. El Gran Premio se disputó el 5 de septiembre de 1982 en el Circuito de Mugello.

## Resultados 500cc
Segunda victoria de la temporada para Freddie Spencer en 500cc. En los entrenamientos libres del viernes, el italiano y vigente campeón Franco Uncini cayó y se provocó un esguince de tobillo derecho, lo que lo obligó a no participar en este Gran Premio, mientras que Marco Lucchinelli fue sancionado por haber golpeado a un comisionado de la pista que no le había permitido regresar a boxes por un servicio (el incidente se resolvió con las excusas de "Lucky" y una multa de 200 francos suizos).
| Pos.     | Piloto              | Equipo     | Tiempo     | Pts. |
| -------- | ------------------- | ---------- | ---------- | ---- |
| 1        | Freddie Spencer     | Honda      | 52' 21" 78 | 15   |
| 2        | Randy Mamola        | Suzuki     | +17" 70    | 12   |
| 3        | Graeme Crosby       | Yamaha     | +24" 65    | 10   |
| 4        | Virginio Ferrari    | Suzuki     | +36" 84    | 8    |
| 5        | Jack Middelburg     | Suzuki     | +39" 59    | 6    |
| 6        | Marco Lucchinelli   | Honda      | +50" 54    | 5    |
| 7        | Kork Ballington     | Kawasaki   | +1' 00" 73 | 4    |
| 8        | Leandro Becheroni   | Suzuki     | +1' 06" 80 | 3    |
| 9        | Sergio Pellandini   | Suzuki     | +1' 34" 41 | 2    |
| 10       | Guido Paci          | Yamaha     | +1' 42" 96 | 1    |
| 11       | Graziano Rossi      | Yamaha     | +1' 43" 13 |      |
| 12       | Lorenzo Ghiselli    | Suzuki     | +1' 59" 76 |      |
| 13       | Philippe Coulon     | Suzuki     | +2' 03" 89 |      |
| 14       | Andreas Hofmann     | Suzuki     | +2' 04" 09 |      |
| 15       | Walter Migliorati   | Suzuki     | +1 Vuelta  |      |
| 16       | Peter Huber         | Suzuki     | +1 Vuelta  |      |
| 17       | Peter Sjöström      | Suzuki     | +1 Vuelta  |      |
| 18       | Reinhold Roth       | Suzuki     | +1 Vuelta  |      |
| 19       | Pierluigi Rimoldi   | Suzuki     | +1 Vuelta  |      |
| 20       | Giovanni Pelletier  | Morbidelli | +6 Vueltas |      |
| Ret      | Takazumi Katayama   | Honda      | Ret        |      |
| Ret      | Loris Reggiani      | Suzuki     | Ret        |      |
| Ret      | Jean Lafond         | Fior       | Ret        |      |
| Ret      | Chris Guy           | Suzuki     | Ret        |      |
| Ret      | Michel Frutschi     | Sanvenero  | Ret        |      |
| Ret      | Boet van Dulmen     | Suzuki     | Ret        |      |
| Ret      | Seppo Rossi         | Suzuki     | Ret        |      |
| Ret      | Fabio Biliotti      | Suzuki     | Ret        |      |
| Ret      | Oliviero Cruciani   | Suzuki     | Ret        |      |
| Ret      | Maurizio Massimiani | Suzuki     | Ret        |      |
| Ret      | Jon Ekerold         | Cagiva     | Ret        |      |
| Ret      | Raffaele Pasqual    | Yamaha     | Ret        |      |
| Ret      | Marco Papa          | Suzuki     | Ret        |      |
| Ret      | Víctor Palomo       | Suzuki     | Ret        |      |
| Ret      | Attilio Riondato    | Suzuki     | Ret        |      |
| DNS      | Marc Fontan         | Yamaha     | DNS        |      |
| DNS      | Franco Uncini       | Suzuki     | DNS        |      |
| DNS      | Edoardo Elias       | Yamaha     | DNS        |      |
| DNQ      | Peter Looijesteijn  | Suzuki     | DNQ        |      |
| DNQ      | Bengt Slydal        | Suzuki     | DNQ        |      |
| Sources: |                     |            |            |      |

## Resultados 250cc
La prueba de 250 cc. vio la victoria del alemán Anton Mang (Kawasaki) por delante de su gran rival en el campeonato Jean-Louis Tournadre (Yamaha). El francés llegará al última prueba con 8 puntos de ventaja sobre Mang en la clasificación general.
| Pos. | Piloto                 | Moto          | Tiempo     | Pts. |
| ---- | ---------------------- | ------------- | ---------- | ---- |
| 1    | Anton Mang             | Kawasaki      | 45' 59" 26 | 15   |
| 2    | Jean-Louis Tournadre   | Yamaha        | +10" 56    | 12   |
| 3    | Roland Freymond        | MBA           | +12" 19    | 10   |
| 4    | Martin Wimmer          | Yamaha        | +22" 61    | 8    |
| 5    | Massimo Broccoli       | Yamaha        | +33" 24    | 6    |
| 6    | Marcellino Lucchi      | Yamaha        | +41" 15    | 5    |
| 7    | Reinhold Roth          | Yamaha        | +43" 61    | 4    |
| 8    | Patrick Fernandez      | Bimota-Bartol | +53" 28    | 3    |
| 9    | Thierry Espié          | Pernod        | +56" 73    | 2    |
| 10   | Richard Schlachter     | Yamaha        | +1' 03" 57 | 1    |
| 11   | Jean-Marc Toffolo      | Rotax         | +1' 04" 83 |      |
| 12   | Tony Head              | Waddon-Rotax  | +1' 08" 37 |      |
| 13   | Gabriel Grabia         | Yamaha        | +1' 23" 24 |      |
| 14   | Bruno Lüscher          | Yamaha        | +1' 27" 71 |      |
| 15   | Pierre Bolle           | Yamaha        | +1' 29" 21 |      |
| 16   | Leif Nielsen           | Rotax         | +1' 32" 8  |      |
| 17   | Paul Harris            | Yamaha        | +1' 59" 6  |      |
| 18   | Karl-Thomas Grässel    | Yamaha        | +1 Vuelta  |      |
| 19   | Constant Pittet        | Yamaha        | +1 Vuelta  |      |
| Ret  | Carlos Lavado          | Yamaha        | Ret        |      |
| Ret  | Didier de Radiguès     | Chevallier    | Ret        |      |
| Ret  | Donnie Robinson        | Yamaha        | Ret        |      |
| Ret  | Christian Sarron       | Yamaha        | Ret        |      |
| Ret  | Paolo Ferretti         | MBA           | Ret        |      |
| Ret  | Massimo Matteoni       | Yamaha        | Ret        |      |
| Ret  | Christian Estrosi      | Pernod        | Ret        |      |
| Ret  | Jacques Cornu          | Yamaha        | Ret        |      |
| Ret  | Sito Pons              | Rotax         | Ret        |      |
| Ret  | Jean-Michel Mattioli   | Yamaha        | Ret        |      |
| Ret  | Jean-Louis Guignabodet | Kawasaki      | Ret        |      |
| Ret  | Maurizio Vitali        | MBA           | Ret        |      |
| Ret  | Pierluigi Conforti     | Kawasaki      | Ret        |      |
| Ret  | Jeffrey Sayle          | Armstrong     | Ret        |      |
| Ret  | Éric Saul              | Chevallier    | Ret        |      |
| Ret  | Michel Simeon          | Yamaha        | Ret        |      |
| Ret  | Siegfried Minich       | Rotax         | Ret        |      |
| Ret  | Luis Miguel Reyes      | Kobas         | Ret        |      |
| Ret  | René Delaby            | Yamaha        | Ret        |      |
| Ret  | Franco Marcheggiani    | Yamaha        | Ret        |      |
| Ret  | Fabrizio Fantini       | Rotax         | Ret        |      |
| Ret  | Herbert Hauf           | Yamaha        | Ret        |      |
| Ret  | Bengt Elgh             | Yamaha        | Ret        |      |
| Ret  | Eero Hyvärinen         | Yamaha        | Ret        |      |
| Ret  | Eilert Lundstedt       | Yamaha        | Ret        |      |
| Ret  | Johnny Scott           | Yamaha        | Ret        |      |
| Ret  | Erich Klein            | MBA           | Ret        |      |

## Resultados 50cc
En 50 cc., nuevo triunfo de Eugenio Lazzarini por delante de su gran rival para el título, el suizo Stefan Dörflinger. El alemán llegará a la última prueba con 15 puntos de ventaja y tan sólo en caso de que Lazzarini venciera en Hockenheim y él se viese obligado al abandono o no quedara entre los diez primeros, el italiano podría darle alcance.
| Pos. | Piloto              | Moto       | Tiempo     | Pts. |
| ---- | ------------------- | ---------- | ---------- | ---- |
| 1    | Eugenio Lazzarini   | Garelli    | 31' 32" 23 | 15   |
| 2    | Stefan Dörflinger   | Kreidler   | +1" 51     | 12   |
| 3    | Giuseppe Ascareggi  | Minarelli  | +1' 03" 06 | 10   |
| 4    | Massimo de Lorenzi  | Minarelli  | +1' 50" 20 | 8    |
| 5    | Hans-Jürgen Hummel  | Sachs      | +1' 51" 42 | 6    |
| 6    | Otto Machinek       | Kreidler   | +1' 51" 74 | 5    |
| 7    | Reiner Scheidhauer  | Kreidler   | +1' 57" 87 | 4    |
| 8    | Hans Spaan          | Kreidler   | +1' 58"    | 3    |
| 9    | Gerhard Singer      | Kreidler   | +2' 01"    | 2    |
| 10   | Mauro Mordenti      | Rossi      | +2' 01" 48 | 1    |
| 11   | Zdravko Matulja     | Tomos      | +2' 05" 71 |      |
| 12   | Thomas Engl         | Engl       | +1 Vuelta  |      |
| 13   | Chris Baert         | Kreidler   | +1 Vuelta  |      |
| 14   | Giuliano Tabanelli  | GMC        | +1 Vuelta  |      |
| 15   | Paolo Priori        | Paolucci   | +1 Vuelta  |      |
| 16   | Nicola Casadei      | Tomos      | +1 Vuelta  |      |
| 17   | Peter Verbic        | Kreidler   | +1 Vuelta  |      |
| 18   | George Looijesteijn | Kreidler   | +1 Vuelta  |      |
| 19   | Sandro de Rosa      | Villa      | +1 Vuelta  |      |
| 20   | Guido Sala          | MTK        | +1 Vuelta  |      |
| 21   | Jos van Dongen      | Bultaco    | +1 Vuelta  |      |
| 22   | Salvatore Milano    | UFO        | +1 Vuelta  |      |
| 23   | Reiner Koster       | Kreidler   | +2 Vueltas |      |
| Ret  | Claudio Lusuardi    | Moto Villa | Ret        |      |
| Ret  | Theo Timmer         | Bultaco    | Ret        |      |
| Ret  | Rainer Kunz         | FKN        | Ret        |      |
| Ret  | Paul Rimmelzwaan    | Kreidler   | Ret        |      |
| Ret  | Claudio Granata     | Kreidler   | Ret        |      |
| Ret  | Joe Genoud          | Kreidler   | Ret        |      |
| Ret  | Giuliano Gerani     | BBFT       | Ret        |      |
| Ret  | Massimo Fargeri     | UFO        | Ret        |      |
| Ret  | Ingo Emmerich       | Kreidler   | Ret        |      |
| Ret  | Pascale Buonfante   | Kreidler   | Ret        |      |
| Ret  | Enrico Cereda       | Kreidler   | Ret        |      |
| Ret  | Günter Schirnhofer  | Kreidler   | Ret        |      |